# Incontro sull'Elba
Incontro sull'Elba (Встреча на Эльбе) è un film del 1949 diretto da Grigorij Vasil'evič Aleksandrov.